# Примітивний коханець
Примітивний коханець (англ. The Primitive Lover)  — американська комедійна мелодрама режисера Сідні Франкліна 1922 року.

## Сюжет
Вільна духом дівчина розривається між любов'ю до чоловіка і її залучення до красивого авантюриста.

## У ролях
- Констанс Толмадж — Філліс Томлі
- Гаррісон Форд — Гектор Томлі
- Кеннет Гарлан — Дональд Вельс
- Джо Робертс — «Ревучий» Білл Ріверс
- Чарльз Стівенс — Педро
- Джордж С. Пірс — суддя Хенсід
- Чіф Джон Біг Трі — шериф Джонні Блюботл
- Матільда Брунд — місіс Грехем
- Фредерік Врум — містер Грехем
- Клайд Бенсон — адвокат
- Шнітц Едвардс — маленький чоловік
- Чарльз Піна — індійський Гердер